# Stanisław Herakliusz Lubomirski
Stanisław Herakliusz Lubomirski herbu Szreniawa bez Krzyża (ur. 4 marca 1642 w okolicach Krakowa, zm. 17 stycznia 1702 w Ujazdowie) – polski magnat (książę), podstoli koronny (1669), marszałek wielki koronny w latach 1676–1702, marszałek nadworny koronny 1673–1676, marszałek sejmu zwyczajnego w Warszawie w 1670 roku, starosta spiski w latach 1660-1702, poeta tzw. baroku dworskiego (z powodu swojej erudycji literackiej zwany Polskim Salomonem), mecenas sztuki.

## Rodzina
Był synem Jerzego Sebastiana, bratem Hieronima Augustyna i Aleksandra Michała (zm. 1673), starosty perejasławskiego i sandeckiego, ożenionego z Katarzyną Anną Sapiehą.
Miał siostrę Krystynę (zm. 1689), żonę Feliksa Kazimierza Potockiego, hetmana wielkiego koronnego, starosty krasnystawskiego i hrubieszowskiego.
Ojciec jego Jerzy Sebastian Lubomirski, po śmierci matki Konstancji Ligęzy, ożenił się w 1654 z Barbarą Tarło (zm. 1689), córką kasztelana wiślickiego Jana Karola Tarły, wdową po Janie Aleksandrze Daniłowiczu, herbu Sas, (zm. 1654).
Żoną jego była od 1669 Zofia Opalińska (1642–1675), córka marszałka nadwornego Łukasza Opalińskiego, a od 1676 Elżbieta Denhoff (zm. 1702), córka podkomorzego wielkiego koronnego Teodora Denhoffa.

## Życiorys
Poseł sejmiku proszowickiego na sejm 1658 roku, sejm nadzwyczajny 1668 roku i sejm nadzwyczajny abdykacyjny 1668 roku. Podpisał pacta conventa Michała Korybuta Wiśniowieckiego w 1669 roku. W 1673 za obronę Spisza dostał propozycję objęcia korony węgierskiej, jednak jej nie przyjął. Był stronnikiem Michała Korybuta Wiśniowieckiego, należał do opozycji magnackiej spiskującej przeciw Janowi III Sobieskiemu, po jego śmierci występował przeciw kandydaturze Jakuba Ludwika Sobieskiego.
W czasie elekcji 1674 roku został sędzią generalnego sądu kapturowego.
Był członkiem konfederacji generalnej zawiązanej 15 stycznia 1674 roku na sejmie konwokacyjnym.
Gruntownie wykształcony, należał obok Wacława Potockiego do najwybitniejszych pisarzy polskich XVII wieku.
Wraz z królem polskim Janem III Sobieskim oraz kanclerzem wielkim koronnym Janem Wielopolskim należał do pierwszego na świecie towarzystwa geograficznego Akademii Argonautów .
Po zerwanym sejmie konwokacyjnym 1696 roku przystąpił 28 września 1696 roku do konfederacji generalnej.
Pochowany w czerniakowskim kościele Bernardynów w Warszawie.

## Posiadłości
W latach 1676–1679 wybudował letnią rezydencję w Puławach. W 1678 otrzymał fragment ziemi na terenie Mokotowa, następnie wykupił okoliczne wsie Służew i Służewiec. Należała do niego Arkadia koło Królikarni, zwana „pasterskim domkiem”, a od 1683 także Czerniakowo (Czerniaków), gdzie w 1691 ufundował klasztor i kościół bernardyński (porównywane z Bielanami miejsce odpustów i kultu świętego Bonifacego). Zajmował się odbudową zamku w Łańcucie po pożarze w 1688. Pracował dla niego, m.in. właśnie w Puławach, przy klasztorze oraz przy odbudowie zamku, architekt Tylman z Gameren.
Właściciel Ujazdowa; za jego czasów (ok. 1680–90) zbudowano barokową Łazienkę, rozbudowaną w latach 1772–93 przez króla Stanisława Augusta Poniatowskiego na klasycystyczny pałac Na Wyspie. Na terenie posiadłości ujazdowskiej powstał także przeznaczony na miejsce rozmyślań i medytacji Ermitaż.

## Twórczość
Pozostawił po sobie wiele dramatów i poezji.
Pierwsze utwory poetyckie, wzorowane przeważnie na literaturze włoskiej, znane są w rękopisach. Do nich należy m.in. poemat Piram i Tyzbe (wydał Roman Pollak z rękopisu biblioteki kórnickiej, 1929). Z późniejszych dzieł polskich i łacińskich ważniejsze to:
- Ermida albo Królewna pasterska, to jest ten szczęśliwy, który się swym stanem kontentuje (Komedyja Anno 1664)
- Muza polska na triumfalny wjazd Najjaśniejszego Jana III (1674),
- Melodia duchowna o przesłodkiej narodzenia naszego Zbawiciela tajemnicy (1682, wiele wydań pod różnymi tytułami),
- Theomusa albo nauka wiary Chrystusowej (1683, kilka wydań),
- Rozmowy Artaksessa i Ewandra (1683, kilka wydań),
- De vanitate consiliorum (1699, kilkanaście wydań, przekład polski: Próżność i prawda rady 1705, kilka wydań, nowe wyd. Ant. Marylskiego pt. O znikomości rad 1916, przekł. niem. 1746),
- Tobiasz wyzwolony (poemat, 1683, kilka wydań),
- Adverbiorum moralium sive de virtute et fortuna libellus (1688, kilka wydań, przekład polski 1714, III. wyd. 1737 pt. Salomon polski),
- Ecclesiastes po hebrajsku nazwany Coheleth (1706, wierszem),
- Repertorum opuscula latini sacra et moralia (1701, przekłady polskie 1707, 1728 i Franciszka Bohomolca 1771: Księgi moralne, polityczne i pobożne),
- Wiersze zebrane i przedrukowane (1782),
- Genii veridici (data nieznana, dialog polityczny).

Był autorem m.in. sielanki Ermida albo królewna pasterska, w której krytycznie analizował mit arkadyjski i rozważał nieosiągalność szczęścia, Tobiasz wyzwolony (romans biblijny oparty na Księdze Tobiasza) czy De vanitate cansiliorum liber unus, in quo vanitas et veritas rerum humonarum politicis et moralibus rationibus clare demonstratur et dialogice exhibiteur (O ułudzie rad księga jedna, w której ułudę i prawdę spraw ludzkich jasno udowadnia się racjami politycznymi i moralnymi i wykłada się pod postacią dialogu) z 1699 w którym odradzając reformy pesymistycznie opisywał sejmy Rzeczypospolitej (do dzieła tego nawiązał polemicznie Stanisław Konarski w traktacie O skutecznym rad sposobie).
Autor komedii Don Alvares, albo niesforna w miłości kompanija, oraz Komedyja Lopesa starego, opartych na wątkach z Dekamerona i popularnych włoskich sztuk.